# Lista postaci serii Detektyw Conan
Poniżej znajduje się lista postaci z mangi i anime Detektyw Conan.

## Główni bohaterowie
Shinichi Kudō (jap. 工藤 新一 Kudō Shin’ichi)
Seiyū: Kappei Yamaguchi (nastolatek), Minami Takayama (dziecko) (japoński), Patryk Kasper (dziecko) (polski)
Główny bohater serii. Shinichi jest licealistą i genialnym detektywem, którzy często rozwiązuje trudne sprawy dla policji. Podczas jednego ze swoich dochodzeń zostaje zaatakowany i zmuszony do wzięcia eksperymentalnej trucizny przez członka Czarnej Organizacji. Lek miał go zabić, ale ze względu na rzadki efekt uboczny jego ciało przypadkowo zmniejszyło się z powrotem do rozmiarów siedmioletniego dziecka. W celu utrzymania w tajemnicy swojej prawdziwej tożsamości posługuje się pseudonimem Conan Edogawa (jap. 江戸川 コナン Edogawa Konan) i udaje prawdziwe dziecko, żeby zrzucić podejrzenia, podczas gdy potajemnie rozwiązuje wiele spraw i szuka wskazówek na temat tajemniczej organizacji. Obawia się, że organizacja wróci i zabije go i każdego, kogo zna, jeśli dowiedzą się, że nie jest naprawdę martwy. Jest również zakochany w swojej przyjaciółce z dzieciństwa, Ran Mōri, ale nie może ujawnić swoich uczuć do niej ze względu na swój stan obecny. W pierwszym i drugim odcinku live-action dramy został odegrany przez Shuna Oguri jako nastolatek i Nao Fujisaki jako dziecko. W kolejnych dramach jego postać jest odegrana przez Junpeia Mizobatę.
Ran Mōri (jap. 毛利 蘭 Mōri Ran)
Seiyū: Wakana Yamazaki (japoński), Katarzyna Wincza (polski)
Najlepsza przyjaciółka Seichiego od czasów podstawówki. Oboje są w sobie wzajemnie zakochani, ale nie mają odwagi przyznać się do swoich uczuć. Przyjaźni się także z Sonoko Suzuki i Kazuhą Tōyama. Jest bardzo uzdolniona w sztukach walki, posiada czarny pas w karate i jest dobrze wyszkolona przez ojca w judo. Obecnie jest kapitanem i asem swojej drużyny karate, jak również mistrzynią regionalną. Jej niezwykłą siłę i umiejętności można wielokrotnie zaobserwować przez z jej zdolności do rozbicia bardzo solidnych obiektów bez wysiłku i unieszkodliwianie ewentualnych napastników. Pomimo swojej waleczności jej determinacja może zostać łatwo złamana, jeśli musiałaby zmierzyć się z czymkolwiek związanym z horrorem. Jest również bardzo uzdolniona we wszystkich formach obowiązków domowych, w tym szyciu i gotowaniu, i ma zadziwiające szczęście w grach hazardowych, w których nigdy nie przegrała. Ona spędza większość swojego domowego życia opiekując się Conanem i swoim nieodpowiedzialnym ojcem. Wiele razy podejrzewała, że Conan w rzeczywistości to Shinichi, a nawet doszła do wniosku, że skurczył się on po zażyciu jakiegoś narkotyku, ale Shinichi’emu zawsze udaje się ją oszukać. W dramie live-action z 2006 i 2007 roku jej postać została odegrana przez Tomokę Kurokawę, a w 2011 r. przez Shiori Kutsuna. Jej imię pochodzi od imienia Maurice Leblanc.
Kogorō Mōri (jap. 毛利 小五郎 Mōri Kogorō)
Seiyū: Akira Kamiya, Rikiya Koyama (od 2009 r.) (japoński), Kamil Pruban (polski)
Ojciec Ran, były policjant, a obecnie niekompetentny prywatny detektyw. Ożenił się z Eri Kisaki, wziętą prawniczką i przyjaciółką z dzieciństwa, ale żyją w separacji przez ponad 10 lat ze względu na ich stałe kłótnie. Pokazuje w wielu przypadkach, że nadal ją kocha mimo rozłąki i próbował przekonać ją do powrotu do domu. Mimo swoich nieodpowiedzialnego zachowania, wydaje się bardzo troszczyć o córkę. Jest bardzo biegły w judo, a także jest doskonałym strzelcem wyborowym. Dzięki sekretnej pomocy Conana w rozwiązywaniu spraw, reputacja Kogorō jako detektywa szybko wzrosła. Przez swoje kiepskie zdolności detektywistyczne Conan rozwiązuje większość spraw za niego, powalając go strzałkami usypiającymi, aby móc ogłosić rozwiązanie, używając zmieniającej głos muszki. Z tego powodu zyskał przydomek „Śpiący Kogorō” (jap. 眠りの小五郎 Nemuri no Kogorō). Jest też nazywany „Palący Kogorō” (jap. 煙の小五郎 Kemuri no Kogorō) przez Jūgo Yokomizo, ponieważ jest nałogowym palaczem. Ze względu na tendencję do pojawiania się przypadkiem na miejscu zbrodni, Inspektor Megure często określa go jako shinigami. Jego postać w dramie została odegrana przez Takanori Jinnai. Jego imię „Kogorō” pochodzi od Kogorō Akechi – fikcyjnego detektywa stworzonego przez Ranpo Edogawa, a nazwisko „Mōri” od pisarza Maurice Leblanc.

## Czarna Organizacja
Głównymi antagonistami serii jest tajemnicza grupa przestępcza o nazwie Czarna Organizacja (jap. 黒の組織 Kuro no Soshiki). Organizacja jest znana z popełniania różnych przestępstw: od szantażu do rozbojów i zabójstw. Członkowie organizacji posługują się kryptonimami opartymi na napojach alkoholowych. Lider Czarnej Organizacji, nazywany przez jej członków „ta osoba” (jap. あの方 A no kata), kontaktuje się z nimi tylko poprzez wiadomości tekstowe. Jego numer telefonu wykorzystuje melodię z dziecięcej piosenki Nanatsu no ko (jap. 七つの子; dos. „Siedem dzieci”); ten numer to: #969#6261.
Rum (jap. ラム Ramu)
Drugi przywódca Organizacji, bardzo blisko związany z szefem.
Gin (jap. ジン Jin)
Seiyū: Yukitoshi Hori 
Jest opanowanym, zimnokrwistym, i lojalnym członkiem Czarnej Organizacji oraz głównym antagonistą serii. On był osobą, która dała truciznę APTX 4869 Shinichi’emu Kudō. Zazwyczaj jest pokazany palący papierosa, a jego ulubionym samochodem jest Porsche 356A, którym często jeździ. Pomimo jego agresywnego zachowania, wielokrotnie okazał się być bardzo sprytnym i intuicyjnym człowiekiem. W live-action drama został odegrany przez Sasaki Kuranosuke.
Vodka (jap. ウォッカ Vokka)
Seiyū: Fumihiko Tachiki 
Jest członkiem Czarnej Organizacji, zazwyczaj jest widziany w towarzystwie Gina. W przeciwieństwie do Gina, Vodka jest nierozgarnięty i łatwo go oszukać. W live-action drama został odegrany przez Tarō Okada.
Vermouth (jap. ベルモット Berumotto)
Seiyū: Mami Koyama (japoński), Aleksandra Nowicka (polski)
Vermouth, znana również jako Rotten Apple (jap. ラットゥンアップル Rattun Appuru) przez FBI, jest tajemniczym członkiem Czarnej Organizacji. Mimo upływu lat jej wygląd się nie zmienia, co sugeruje, że znalazła sposób, aby zachować swoją młodość. Jej prawdziwą tożsamością jest Sharon Vineyard (jap. シャロン・ヴィン ヤード Sharon Vinyādo), słynna amerykańska aktorka, która opanowała umiejętność kamuflażu podobnie jak jej przyjaciółka Yukiko Kudō. Bezwzględna część jej osobowości nie zawaha się wykonać zleceń Czarnej Organizacji, w tym także morderstw, bez wyrzutów sumienia. Vermouth zna prawdziwą tożsamość Conana Edogawy jako Shinich’iego Kudō i Ai Haibary jako Sherry, ale trzyma to w tajemnicy przed Czarną Organizacją, ponieważ Shinichi uratował jej życie w przeszłości.
Chianti (jap. キャンティ Kyanti)
Seiyū: Kikuko Inoue 
Członkini Czarnej Organizacji, po raz pierwszy przedstawiona w 425 odcinku anime. Jest wprawną snajperką. Jej partnerem jest Korn i oboje często współpracują ze sobą podczas misji, których celem jest zamach na różne osoby. Wspomniane jest, że była związana ze zmarłym członkiem organizacji, Calvadosem (jap. カルバドス Karubadosu), za którego śmierć obwinia Vermouth.
Korn (jap. コルン Korun)
Seiyū: Hiroyuki Kinosha 
Członek Czarnej Organizacji, po raz pierwszy przedstawiony w 425 odcinku anime. Jest snajperem i partnerem Chianti. Podobnie jak Chianti nie znosi Vermouth, uważając, że spowodowała śmierć Calvadosa. Jest osobą cichą i nietowarzyską.
Bourbon (jap. バーボン Bābon)
Seiyū: Tōru Furuya (japoński), Jędrzej Hycnar (polski)
Członek Czarnej Organizacji, posługuje się także imieniem Tōru Amuro (jap. 安室透 Amuro Tōru), jest utalentowanym detektywem. Jego prawdziwe imię to Rei Furuya (jap. 降谷零 Furuya Rei). Amuro udaje zainteresowanie pracą Kogorō i chęć bycia jego uczniem, aby zebrać informacje na temat Shiho Miyano. Po tym, jak Shiho pozoruje swoją śmierć, zaczyna on podejrzewać, że to Conan w rzeczywistości stoi za dedukcjami Kogorō. Później zostaje ujawnione, że w rzeczywistości jest członkiem Policji Bezpieczeństwa, pracującym pod przykrywką, by zniszczyć Organizację. Jego kryptonim to „Zero” (jak często był nazywany w dzieciństwie). Przez incydent z przeszłości gardzi Shūichim Akai, a później odkrywa, że on wciąż żyje. Zamierzał wydać Shūichiego Czarnej Organizacji, aby zdobyć większe zaufanie i zbliżyć się do jej rdzenia. Jednak Conanowi udało się przechytrzyć jego plan z pomocą Akaia. Bourbon często współpracuje z Vermouth, ale nie jest jasne, na ile oboje sobie ufają lub wiedzą o sobie nawzajem. Okazuje się, że zna związek Vermouth z szefem Organizacji.
Tequila (jap. テキーラ Tekiira)
Pisco (jap. ピスコ Pisuko)
Scotch (jap. スコッチ Sukotchi)
Seiyū: Hikaru Midorikawa 
Zmarły tajny agent z Tokijskej Policji Metropolitalnej. Popełnił samobójstwo podczas infiltracji Czarnej Organizacji.

## Detective Boys
Detective Boys (jap. 少年探偵 Shōnen Tantei) to grupa zajmująca się rozwiązywaniem zagadek kryminalnych składająca się z Conana, Ayumi, Mitsuhiko, Genty oraz Ai. Na swoim koncie mają kilka nagród i wyróżnień w tej dziedzinie. Profesor Agasa często opiekuje się dziećmi i pomaga im, kiedy rozwiązują różne sprawy. Każdy członek ma odznakę będącą symbolem grupy, której używa się jak walkie-talkie i tracera.
Ayumi Yoshida (jap. 吉田 歩美 Yoshida Ayumi)
Seiyū: Yukiko Iwai 
Miła i sympatyczna dziewczynka, jest przyjaciółką i koleżanką z klasy Conana Edogawy. Ayumi jest jedyną dziewczyną w grupie Detective Boys do momentu przyłączenia się Ai Haibary. Jest zakochana w Conanie, co sprawia, że on czuje się niekomfortowo. Jest naiwną i niewinną dziewczynką, która pokazuje odwagę od czasu do czasu i działa jako pogodny duch zespołu. Ayumi później zostaje bliską przyjaciółką Haibary, którą nazywa Ai-chan. Jej imię pochodzi od Ayumi Kitagawy – autorki powieści kryminalnych.
Mitsuhiko Tsuburaya (jap. 円谷 光彦 Tsuburaya Mitsuhiko)
Seiyū: Ikue Ōtani 
Nie licząc Conana i Ai jest to najbardziej inteligentny członek Detective Boys.
Genta Kojima (jap. 小嶋 元太 Kojima Genta)
Seiyū: Wataru Takagi 
Chłopak określający się mianem lidera Detective Boys. Nie grzeszy inteligencją i myśli głównie o jedzeniu.
Ai Haibara (jap. 灰原 哀 Haibara Ai)
Seiyū: Megumi Hayashibara 
Była członkini Czarnej Organizacji, która, aby uwolnić się od niej zażyła APTX 4869 w wyniku czego przypomina teraz siedmioletnią dziewczynkę. Jest również twórczynią APTX 4869. Jej prawdziwe imię i nazwisko to Shiho Miyano (jap. 宮野 志保 Miyano Shiho). W organizacji działała pod kryptonimem Sherry.

## Policja

### Tokijska Policja Metropolitalna
Tokijska Policja Metropolitalna (jap. 警視庁) jest organem ścigania działającym na terenie prefektury Tokio. Tokijska Policja Metropolitalna koordynowana jest przez Inspektora Jūzō Megure.
Inspektor Jūzō Megure (jap. 目暮十三警部 Megure Jūzō-keibu)
Seiyū: Chafūrin (japoński), Krzysztof Plewako-Szczerbiński (polski)
Oficer policji, który współpracuje z Shinichim Kudō, Yūsaku Kudō i Kogorō Mōri. Zawsze nosi czapkę, aby ukryć starą bliznę przypominającą mu o szczególnej sprawie sprzed dwudziestu lat ze swoich pierwszych dni w policji, w którą zaangażowana była jego żona Midori Megure (jap. 目暮 みどり Megure Midori). Jego postać była odegrana przez Masahiko Nishimurę w pierwszej dramie, a w drugiej i trzeciej przez Ibu Masato. Jego imię pochodzi od Jules’a Maigreta – fikcyjnego detektywa.
Wataru Takagi (jap. 高木 渉 Takagi Wataru)
Seiyū: Wataru Takagi 
Jest oficerem, który pracuje z inspektorem Megure. Wataru jest nowicjuszem w Wydziale Śledczym po tym, jak przeniesiono go po wypadku bombowca około trzech lat temu. Jest on jednym z nielicznych oficerów, którzy ufają opiniom Conana. Jest zakochany w swojej koleżance oficer Miwako Satō.
Miwako Satō (jap. 佐藤 美和子 Satō Miwako)
Seiyū: Atsuko Yuya 
Silna, energiczna i oddana młoda kobieta oficer, która współpracuje z inspektorem Jūzō Megure. Satō jest bardzo atrakcyjna, co czyni ją niezwykle popularną wśród męskich członków policji, ale ku ich rozczarowaniu, podoba jej się jej kolega Wataru Takagi.
Ninzaburō Shiratori (jap. 白鳥 任三郎 Shiratori Ninzaburō)
Seiyū: Kaneto Shiozawa (filmy 1-4, odc. 146-157), Kazuhiko Inoue (od odc. 205) 
Oficer policji pracujący z inspektorem Megure, choć później również sam zostaje inspektorem. Znany jest z posiadania dużej wiedzy na temat win i architektury. Kiedy Miwako Satō dołączyła do wydziału policji, Shiratori uwierzył, że odnalazł swoją miłość z dzieciństwa, i w wyniku czego zarówno on, jak i jego młodszy kolega Takagi zostali rywalami o uczucia Satō. Jednak po spotkaniu nauczycielki ze szkoły Conana Edogawy, Sumiko Kobayashi, Ninzaburō uświadamia sobie, że to ona jest dziewczyną z jego przeszłości, w której się zakochał.
Kazunobu Chiba (jap. 千葉和伸 Chiba Kazunobu)
Seiyū: Isshin Chiba 
Detektyw Kazunobu Chiba pracuje w 3 sekcji Drugiego Wydziału Kryminalnego. Chiba jest przeważnie beztroskim oficerem policji. Uwielbia jeść, zwłaszcza hamburgery i napoje gazowane, jest też fanem serii tokusatsu. Niemniej jednak jest bardzo pomocny i jest dobrym wsparciem, zwłaszcza przy swoim wzroście, w łapaniu przestępców. Podobnie jak Yumi Miyamoto jest przychylny związkowi i uczuciom Wataru i Miwako, jest jednym z nielicznych oficerów w Tokio, który nie angażuje się w intrygi Shiratoriego, aby ich rozdzielić. Jest zakochany w swojej przyjaciółce z dzieciństwa Naeko Miike (jap. 三池 苗子 Miike Naeko)
Yumi Miyamoto (jap. 宮本 由美 Miyamoto Yumi)
Seiyū: Yū Sugimoto 
Młoda oficer policji pracująca w Wydziale Ruchu Drogowego. Jest przyjaciółką Miwako. Yumi jest raczej psotną osobą i nałogową swatką, która próbuje różnych sztuczek, aby umówić Satō i Takagiego razem. Wśród swoich kolegów jest uważana za atrakcyjną policjantkę, ale nadal jest singlem.
Naeko Miike (jap. 三池 苗子 Miike Naeko)
Seiyū: Rie Tanaka 
Młoda oficer policji pracująca w Wydziale Ruchu Drogowego bezpośrednio pod Yumi Miyamoto.

### Inne oddziały policji
Sango Yokomizo (jap. 横溝 参悟 Yokomizo Sango)
Seiyū: Akio Ōtsuka 
Był głównym inspektorem policji prefektury Saitama, ale przeniósł się do prefektury Shizuoka tuż po rozpoczęciu serii. Ma młodszego brata bliźniaka, który jest inspektorem oddziału policji prefektury Kanagawa. Obaj bracia utrzymują ze sobą kontakt i pomagają sobie nawzajem w różnych sprawach (jak również nie związanych ze sobą lokalnie). Sango jest fanem pracy Kogorō Mōri. Jego nazwisko pochodzi od autora powieści kryminalnych – Seishi Yokomizo.
Misao Yamamura (jap. 山村 ミサオ Yamamura Misao)
Seiyū: Toshio Furukawa 
Detektyw i główny inspektor policji prefektury Gunma. Jak na detektywa Yamamura czyni wiele niepotrzebnych błędów, w tym nie dostrzegając zupełnie oczywistych wskazówek, a nawet czując strach na widok krwi lub ciał zmarłych. Jest również bardzo naiwny i przesądny w pełni wierząc w „przekleństwa” pozostawione przez duchy. Yamamura przydzielany jest do różnych spraw takich jak rabunki, eskortowanie przestępców, obserwację ruchu, a także sprawy zabójstw. Później w serii Yamamura zostaje wreszcie awansowany na inspektora, co przysparza Conanowi wiele zmartwień o przyszłość prefektury. Jego imię pochodzi od autorki powieści kryminalnych – Misy Yamamury.
Jūgo Yokomizo (jap. 横溝 重悟 Yokomizo Jūgo)
Seiyū: Akio Ōtsuka 
Młodszy brat bliźniak Sango Yokomizo, jest inspektorem policji prefektury Kanagawa. Swoją karierę policyjną rozpoczął w Saitamie. W przeciwieństwie do swojego brata Jūgo jest bardziej poważny, surowy i trudny w obejściu, a także dużo bardziej niecierpliwy. Jego imię jest liczbową grą słowną: 3×5＝15 (3 – san, 5 – go, 15 – jūgo).
Fumimaro Ayanokoji (jap. 綾小路 文麿 Ayanokoji Fumimaro)
Seiyū: Ryōtarō Okiayu 
Detektyw i główny inspektor policji prefektury Kioto. Nie ma bliskich przyjaciół, jedynym wyjątkiem jest urocza, mała wiewiórka, którą zabiera ze sobą wszędzie. Mówi się, że jest raczej kompetentnym i inteligentnym inspektorem, dlatego tak szybko awansował przed ukończeniem 30 roku życia. Jego nazwisko brzmi to gra słów utworzona do siódmego filmu, w którym miał prowadzić tylko jedną sprawę na ulicach Kioto.

### FBI
Fikcyjne Federalne Biuro Śledcze w serii Detektyw Conan, składa się z wielu agentów pod dowództwem Jamesa Blacka. FBI bada Czarną Organizację przez co najmniej dwadzieścia lat. Pierwsze zderzenie z Organizacją nastąpiło, gdy Vermouth zabiła ojca Jodie i spaliła jego dom, aby zniszczyć dokumenty, które FBI na nią zgromadziło.
Jodie Starling (jap. ジョディ・スターリング Jodi Sutāringu)
Seiyū: Miyuki Ichijō 
Po raz pierwszy zostaje przedstawiona jako Jodie Santemillion (jap. ジョディ・サンテミリオン Jodi Santemirion) – nauczycielka angielskiego Ran. Później okazuje się być agentką FBI, która pragnie się zemścić na Vermouth za zabicie jej ojca. Wie o umiejętnościach detektywistycznych Conana Edogawy i często korzysta z jego pomocy do walki z Czarną Organizacją.
Shūichi Akai (jap. 赤井 秀一 Akai Shūichi)
Seiyū: Shūichi Ikeda 
Akai po raz pierwszy został wprowadzony jako tajemniczy mężczyzna szpiegujący Conana. Później okazuje się być agentem FBI i partnerem Jodie Starling. W przeszłości był szpiegiem w Czarnej Organizacji, w której działał jako Dai Moroboshi (jap. 諸星 大) używając pseudonimu Rye (jap. ライ Rai) do momentu przypadkowego ujawnienia jego tożsamości jako agenta FBI przez Andre Camela. Akai ma także osobiste powody do zemsty na Organizacji za zamordowanie jego miłości Akemi Miyano. Ze względu na jego przebiegły umysł i imponujące umiejętności, Czarna Organizacja uznała go za swoje największe zagrożenie. Zostaje pozornie zabity przez Kir po tym, jak go postrzeliła i zostawiła w aucie, które eksplodowało. Jego nazwisko „Akai” pochodzi od Chara Aznable’a, którego przydomkiem było „Czerwona (Akai) Kometa”, a imię „Shūichi” od Shūichiego Ikedy.

### CIA
Hidemi Hondō (jap. 本堂 瑛海 Hondō Hidemi)
Seiyū: Kotono Mitsuishi 
Początkowo przedstawiona jako prezenterka o imieniu Rena Mizunashi (jap. 水无 怜奈 Mizunashi Rena). Jest siostrą Eisukego Hondō. Hidemi pracuje dla Czarnej Organizacji pod pseudonimem Kir (jap. キール). Zostaje ujawnione, że jest tajną agentką CIA i pracuje jako podwójny agent w Czarnej Organizacji, stara się doprowadzić ją do upadku. Została zmuszona do zabicia ojca, Ethana Hondō, który również pracował dla CIA po tym, jak przez pomyłkę prawie nie wyjawiła swojej prawdziwej roli w organizacji. FBI udaje się umieścić Hidemi z powrotem w Czarnej Organizacji, aby mogła kontynuować szpiegowanie. Aby udowodnić swoją lojalność, Hidemi otrzymała rozkaz zabicia Shūichiego Akai.
Eisuke Hondō (jap. 本堂 瑛祐 Hondō Eisuke)
Seiyū: Junko Noda 
Bardzo niezdarny nowy kolega Ran Mōri. Był podejrzewany o bycie członkiem Czarnej Organizacji ze względu na jego podobieństwo do Reny Mizunashi i swoje dziwne zachowanie. Później zostaje ujawnione, że Eisuke myślał, że Rena zamordowała jego siostrę i ojca, gdy w rzeczywistości, Rena była jego siostrą działającą pod pseudonimem. Eisuke, gdy dowiedział się o pracy ojca i siostry jako agentów CIA, przeniósł się do Ameryki, aby także rozpocząć pracę jako agent CIA. On także domyślił się prawdziwej tożsamości Conana.

## Postacie drugoplanowe
Hiroshi Agasa (jap. 阿笠 博士 Agasa Hiroshi)
Seiyū: Ken’ichi Ogata (japoński), Dariusz Odija (polski)
Dobry przyjaciel, a zarazem sąsiad rodziny Kudō. Tworzy różne wynalazki i patenty, głównie gry wideo (które są entuzjastyczne testowane przez Detective Boys), a także gadżety używane przez Conana i Detective Boys. Zna Shinichiego i Ran od ich dziecięcych lat. Jest jedną z niewielu postaci, które znają prawdziwą tożsamość Conana Edogawy i pomaga mu w utrzymaniu jej w tajemnicy. Często opiekuje się młodymi detektywami i zabiera ich na wycieczki w swoim starym VW Beetle. Po znalezieniu Shiho Miyano na ulicy przyjmuje ją pod swoją opiekę. Jego nazwisko pochodzi od Agathy Christie, a imię „Hiroshi” jest grą słowną – zapisuje się je znakami kanji używanymi do zapisania słowa „profesor” (jap. 博士 hakase).
Sonoko Suzuki (jap. 鈴木 園子 Suzuki Sonoko)
Seiyū: Naoko Matsui (japoński), Marta Dobecka (polski)
Najlepsza przyjaciółka Ran. Sonoko pochodzi z zamożnej rodziny o wysokim statusie społecznym, chociaż się z tym nie obnosi woląc być typową, towarzyską dziewczyną, która ugania się za atrakcyjnymi chłopcami. Jest zwykle osobą, którą Conan usypia i w którą się wciela, aby rozwiązać sprawy, gdy w pobliżu nie ma Kogorō. Jej obecnym chłopakiem jest Makoto Kyogoku (jap. 京极 真 Kyogoku Makoto), obiecujący mistrz sztuk walki. W pierwszej i drugiej dramie w jej postać wcieliła się Mayuko Iwasa, a w trzeciej Sayaka Akimoto.
Yūsaku Kudō (jap. 工藤 優作 Kudō Yūsaku)
Seiyū: Hideyuki Tanaka 
Mąż Yukiko i ojciec Shinichiego. Jest znanym autorem powieści kryminalnych, stworzył popularną serię o Nocnym Baronie. Jest niezwykle inteligentny, w przeszłości często pomagał policji rozwiązywać sprawy, których nikt inny nie był w stanie rozwiązać. Jego umiejętności dedukcji przewyższają zdolności Shinichiego. U początku swojej kariery spotkał pierwszego Kaitō Kida, z którym nawiązał pewnego rodzaju konkurencyjną przyjaźń; w mandze sugerowane jest, że Yūsaku znał jego prawdziwą tożsamość, ale decydował się ścigać Kida tylko podczas jego skoków, jedynie aby udaremnić mu kradzież.
Yukiko Kudō (jap. 工藤 有希子 Kudō Yukiko)
Seiyū: Sumi Shimamoto 
Żona Yūsaku i matka Shinichiego. Była aktorka, która w przeszłości cieszyła się ogromną sławą. Szkoliła się w sztuce kamuflażu pod okiem Tōichiego Kuroby. Wycofała się z aktorstwa, kiedy poślubiła Yūsaku Kudō. Nadal utrzymuje dobre kontakty w branży aktorskiej i przemyśle filmowym, ale od czasu swojego małżeństwa stała się znana jako „Nocna Baronowa” (nazwana tak od postaci stworzonej przez jej męża). Yukiko jest również bliską przyjaciółką Eri Kisaki i (w przeciwieństwie do Eri) twierdzi, że jej córka Ran Mouri idealnie pasuje do jej syna. Pomimo swojego wieku nadal zachowuje się jak nastolatka. Jej panieńskie imię Yukiko Fujimine (jap. 藤峰 有希子) pochodzi od bohaterki serii Lupin III – Fujiko Mine i seiyū, która udzieliła jej głosu – Yukiko Nikaido.
Heiji Hattori (jap. 服部 平次 Hattori Heiji)
Seiyū: Ryō Horikawa 
Siedemnastoletni detektyw z Osaki, rywal Shinichiego. Zaprzyjaźnia się z Conanem po odkryciu jego prawdziwej tożsamości. Zna prawdziwą tożsamość Conana i wielokrotnie zdarza im się działać razem w rozwiązywaniu spraw. Heiji mówi w dialekcie Kansai, a także trenuje kendo. Jego ojcem jest Heizō Hattori – główny komisarz policji w Osace. W TV dramach w jego rolę wcielił się Tōri Matsuzaka.
Kazuha Tōyama (jap. 遠山 和葉 Tōyama Kazuha)
Seiyū: Yūko Miyamura 
Przyjaciółka z dzieciństwa Heijiego, będąca zarazem obiektem jego miłosnych zainteresowań. Wraz z Ran i Sonoko tworzą zgraną paczkę. W TV dramach w jej rolę wcieliła się Rei Okamoto.
Eri Kisaki (jap. 妃 英理 Kisaki Eri)
Seiyū: Gara Takashima 
Żona Kogorō i matka Ran. Jest prawnikiem, żyje w separacji ze względu na karygodne zachowanie jej męża.
Yōko Okino (jap. 沖野 ヨーコ Okino Yōko)
Seiyū: Miki Nagasawa (japoński), Aleksandra Kowalicka (polski)
Młoda popularna idolka. Po raz pierwszy spotkała Conana, Kogorō Mōri i Ran, kiedy prosiła detektywa o pomoc w zatrzymaniu prześladowcy. Po rozwiązaniu tej sprawy została dobrą znajomą Kogorō i czasami zaprasza go jako gościa do swoich programów.